# 라우사바우
라우사바우(광둥어: 流沙包, 월병: lau4 saa1 baau1) 또는 류사바오(중국어: 流沙包, 병음: liúshā bāo, 한자음: 유사포)는 중국 광둥과 홍콩의 바오쯔로, 흔한 딤섬이다. 광둥어 "라우사"나 중국어 "류사"는 "유사(바람이나 흐르는 물에 의하여 흘러내리는 모래)"를 뜻하는 말다. 소의 질감 때문에 이러한 이름이 붙었다.
셴단황(염지한 오리알 또는 달걀 노른자), 버터, 설탕, 가루우유를 섞어 만든 달콤짭조름한 소가 들었다. 라우사나이웡바우(광둥어: 流沙奶黃包, 월병: lau4 saa1 naai5 wong4 baau1)로도 부르는데, "나이웡"은 "커스터드"를 뜻하지만, 일반 나이웡바우(커스터드 찐빵)와는 달리 라우사바우의 소는 커스터드가 아니다.
셴단황 소 대신 검은깨 소를 넣어 만들기도 한다.

## 같이 보기
- 초콜릿 라바 케이크
- 퐁당 오 쇼콜라